# Toshiyuki Igarashi
Toshiyuki Igarashi (五十嵐 俊幸, Igarashi Toshiyuki) est un boxeur japonais né le 17 janvier 1984 à Yurihonjō.

## Carrière
Champion du Japon des poids mouches en 2011, il devient champion du monde WBC de la catégorie après sa victoire aux points contre Sonny Boy Jaro le 16 juillet 2012. Il conserve son titre à nouveau aux points le 3 novembre 2012 face à Nestor Daniel Narvaes puis perd contre son compatriote Akira Yaegashi le 8 avril 2013. Igarashi est également battu par Sho Kimura, champion WBO de la catégorie, le 31 décembre 2017 par arrêt de l’arbitre au 9e round.